# Bojanov
Bojanov (deutsch Bojanow, auch Bojanau) ist eine Minderstadt in Tschechien. Sie liegt sieben Kilometer westlich von Nasavrky und gehört zum Okres Chrudim.

## Geographie

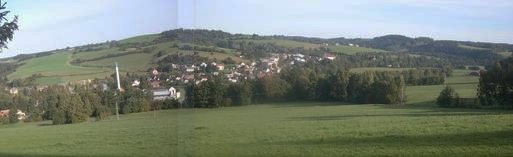
Panorama von Bojanov

Bojanov befindet sich linksseitig der Chrudimka auf dem Gebiet des Landschaftsschutzgebietes Železné hory im Eisengebirge (Železné hory). Durch Bojanov verläuft die Staatsstraße II/337 zwischen Seč und Nasavrky. Nördlich erhebt sich der Na Vrchách (552 m n.m.), im Südosten der Krásný (614 m n.m.) und der Na Vrších (590 m n.m.) sowie westlich der Na Skalici (521 m n.m.) und der Na Padrtí (534 m n.m.).
Nachbarorte sind Kovářov, Holín und Dolanka im Norden, Hůrka, Petrkov und Spáleniště im Nordosten, Chlum und Vápenice im Osten, Polánka und Krásné im Südosten, Vršov, Sedliště und Prosíčka im Süden, Horní Bezděkov und Hořelec im Südwesten, Padrťský Mlýn und Seč im Westen sowie Mezný im Nordwesten.

## Geschichte
Die erste schriftliche Erwähnung von Bojanov erfolgte 1126 als Besitz des Benediktinerklosters Wilmzell. Die Benediktiner begannen mit der Kolonisation der Umgebung. In der ersten Hälfte des 14. Jahrhunderts fiel der Bojanover Sprengel wüst; als mögliche Ursache wird die um 1318 erfolgte Plünderung der Gegend durch König Johann von Luxemburg angesehen. Da die Wiederaufrichtung des Gebietes die Kräfte des Klosters überstieg, überließ es 1329 den wenig einträglichen Bojanover Sprengel mit Ausnahme von Křižanovice an Heinrich von Lichtenburg. Der Bojanover Sprengel kam unter die Verwaltung der Lichtenburg. Anstelle der Feste Bojanov entstand eine hölzerne Kirche, seit 1398 ist ein Pfarrer nachweislich. Zum Schutz des Gebietes wurde die Burg Oheb erbaut. Im 15. Jahrhundert ging der Bojanover Sprengel an die Burg Oheb über. Nach Adaukt Voigt sollen bei Bojanov zu Zeiten König Ferdinands I. Bergwerke in Betrieb gestanden sein.
Im Jahre 1564 teilten die Söhne des Sigismund Robenhaupt von Sucha, Wenzel und Albrecht, die Güter der wüsten Burg Oheb unter sich auf. Das Gut Bojanov wurde dabei an die Herrschaft Seč angeschlossen. Bojanov wurde dabei als Städtchen mit eigenem Wappen beschrieben; das alte Insiegel bestand aus einem gekreuzten Schwert und Schlüssel. In Bojanov gab es zu dieser Zeit 27 robotpflichtige Untertanen, darunter fünf Hufner, die übrigen waren Müller. Wenzel Robenhaupt von Sucha verkaufte die Herrschaft Seč 1583 an die Brüder Georg und Albrecht Brucknar von Bruckstein. Nachfolgender Grundherr war ab 1597 Karl Záruba von Hustířan. Im Jahre 1628 verkaufte Johann Záruba von Hustířan die Herrschaft Seč mit Bojanov an den kaiserlichen Oberstleutnant Franz de Cuvier, der sie an seine Herrschaft Nassaberg anschloss. Nach dem Tod seines Sohnes und Erben Emanuel de Cuvier († 1663), fiel die Herrschaft Nassaberg mit Seč und Bojanov dessen Mutter, Rosina de Cuvier, geborene von Heiden zu, die in zweiter Ehe mit Nikolaus von Schönfeld verheiratet war. 1753 fiel die Herrschaft Johann Adam von Auersperg als Universalerben des mit Joseph Franz von Schönfeld († 1737) erloschenen Grafengeschlechts von Schönfeld zu. Die Schule wurde 1760 aus dem Pfarrhaus ins Rathaus verlegt.
Im Jahre 1835 bestand der im Chrudimer Kreis gelegene untertänige Marktflecken Bojanow bzw. Boganow aus 44 Häusern, in denen 374 Personen lebten. Unter dem Patronat der Obrigkeit standen die Pfarrkirche St. Veit, die Pfarrei und die Schule. Bojanow war Pfarrort für Bezdiekau (Horní Bezděkov), Chlum, Holin (Holín), Hořeletz (Hořelec), Hurka (Hůrka), Kowařow (Kovářov), Krasny, Lipkow, Teutsch-Lhotitz (Nové Lhotice), Neumühle (Nový Mlýn), Paseky, Petrkau (Petrkov), Polanka (Polánka), Prosetsch (Proseč), Prositschka (Prosíčka), Samařow (Samařov), Sedlischt (Sedliště), Spalenischt (Spáleniště), Wapenitz (Vápenice) und Wrschow (Vršov). Bis zur Mitte des 19. Jahrhunderts blieb Bojanow der Herrschaft Nassaberg untertänig.
Nach der Aufhebung der Patrimonialherrschaften bildete Bojanov ab 1849  mit den Ortsteilen Bezděkov, Hořelec, Hůrka, Německé Lhotice, Petrkov und Samařov eine Marktgemeinde im Gerichtsbezirk Nassaberg. Ab 1868 gehörte der Markt zum politischen Bezirk Chrudim. 1869 hatte Bojanov 447 Einwohner. Německé Lhotice, Petrkov und Samařov lösten sich zum Ende des 19. Jahrhunderts von Bojanov los und bildeten die Gemeinde Německé Lhotice. Im Jahre 1900 lebten in dem Marktflecken Bojanov 435 Personen, 1910 waren es 424. In den 1920er Jahren erfolgte die Abtrennung der Ortsteile Bezděkov und Hořelec zur neuen Gemeinde Bezděkov. 1932 wurde die Bürgerschule errichtet. 1946 entstand eine Fabrik für Feuerwehrschläuche, aus der nach der Samtenen Revolution die Technolen Technický Textil a. s. hervorging. Nach 1948 sank Bojanov zu einem Dorf herab. Nachdem zu Beginn der 1950 Planungen für eine weitere Talsperre an der Chrudimka angelaufen waren, wurde für Bojanov und Horní Bezděkov eine Bausperre verhängt, die zu einer fast 20-jährigen Stagnation in beiden Ortschaften führte. 1964 wurden Horní Bezděkov, Hořelec und Petrkov eingemeindet, am 1. Juli 1974 kamen noch Holín, Hrbokov und Kovářov hinzu. 1997 verursachte ein Hochwasser der Chrudimka schwere Schäden; die dabei zerstörte Straßenbrücke zwischen Bojanov und Horní Bezděkov wurde 1998 neu gebaut. Seit dem 10. Oktober 2006 besitzt Bojanov wieder den Status eines Městys.

## Gemeindegliederung
Die Gemeinde Bojanov besteht aus den Ortsteilen Bojanov (Bojanow), Holín (Holin), Horní Bezděkov (Bezdiekau), Hořelec (Horscheletz), Hrbokov (Hrbokow, auch Herbokau), Hůrka (Hurka), Kovářov (Kowarschow) und Petrkov (Peterkow, auch Peterkau). Zu Bojanov gehören zudem die Einschichten Dolanka, Mezný, Nový Mlýn, Padrťský Mlýn und Sedliště. Grundsiedlungseinheiten sind Bojanov, Horní Bezděkov, Hořelec, Hrbokov, Hůrka und Kovářov.
Das Gemeindegebiet gliedert sich in die Katastralbezirke Bojanov, Horní Bezděkov u Bojanova, Hrbokov und Kovářov u Seče.

## Sehenswürdigkeiten

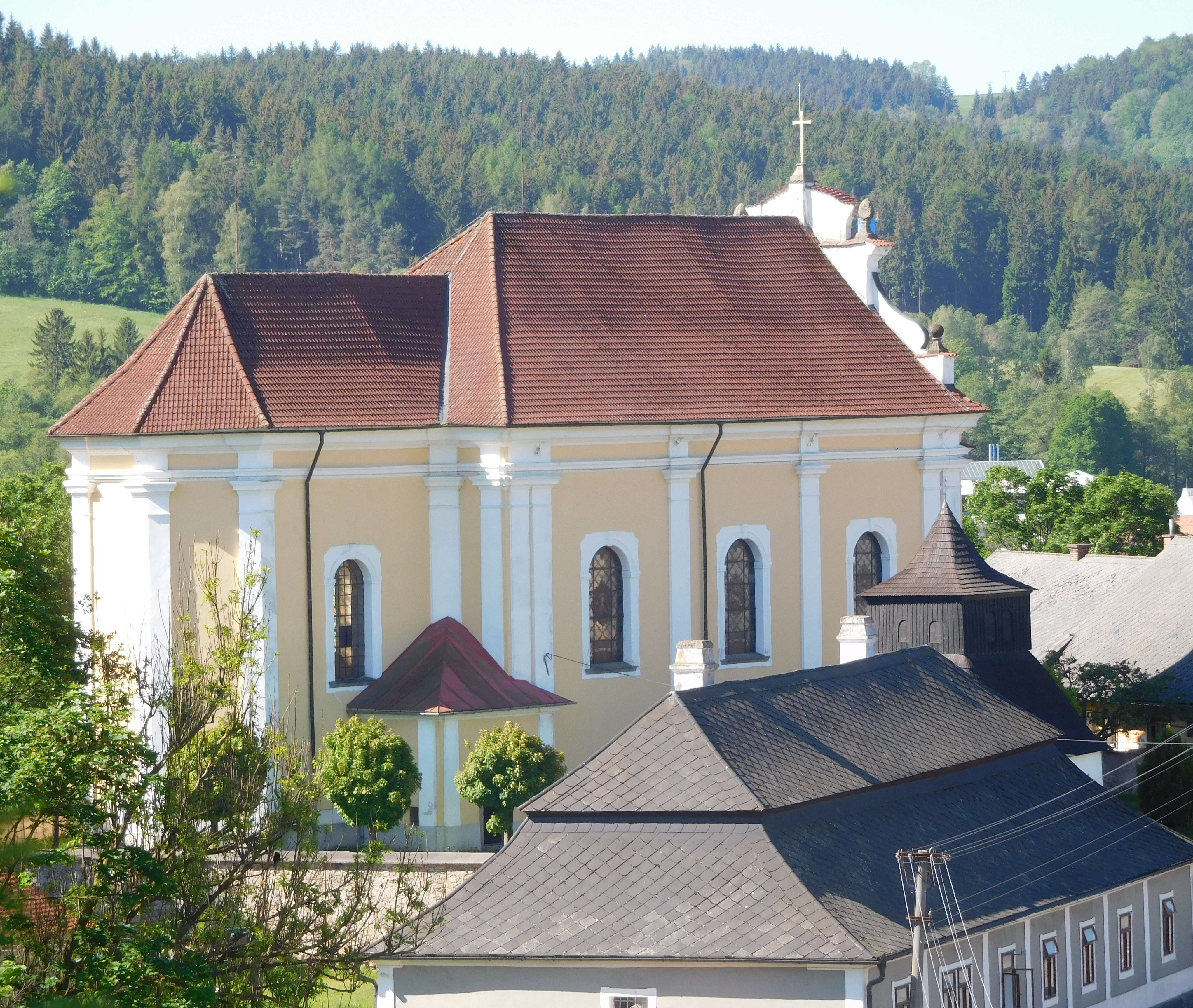
Kirche des hl. Veit in Bojanov

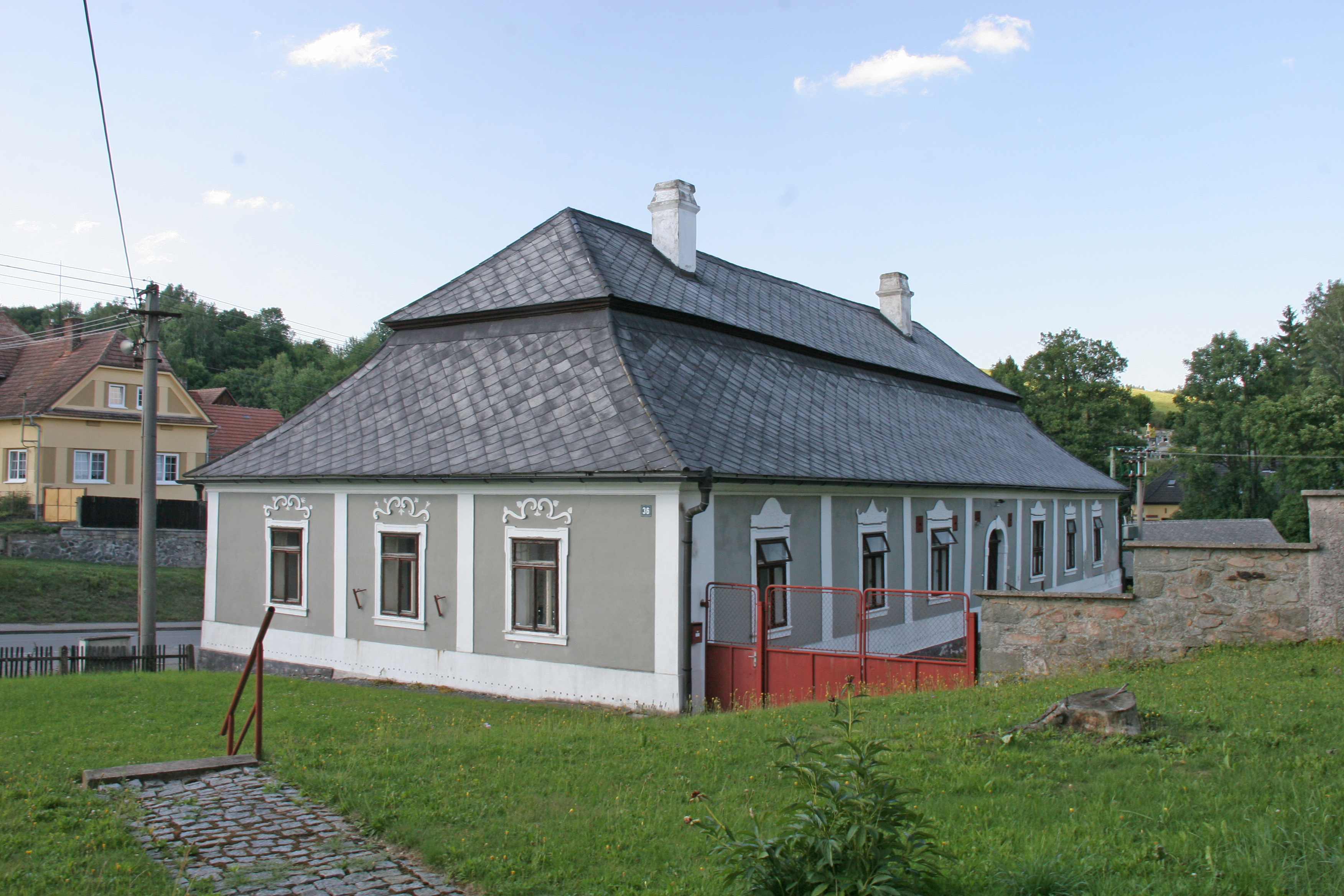
Pfarrhaus in Bojanov

- barocke Kirche des hl. Veit mit freistehendem hölzernen Glockenturm und Beinhaus. Sie wurde 1730 auf Veranlassung von Joseph Franz von Schönfeld anstelle eines hölzernen Vorgängerbaus errichtet.
- Pfarrhaus Bojanov
- Kirche des hl. Wenzel in Hrbokov, erbaut in den Mitte des 19. Jahrhunderts anstelle eines 1841 abgebrochenen gotischen Vorgängerbaus
- Dreifaltigkeitssäule in Holín
- Talsperre Seč II bei Hořelec
- Naturlehrpfad “Geschichte der Kalkbrennerei”; er führt vom Kalkofen bei Polánka über Chlum, Spáleniště, Bojanov, Hořelec zur Talsperre Seč I und Burgruine Vildštejn, und weiter über Seč, Mezný, Kovářov, Holín, Hrbokov, Vápenný Podol, Prachovice und Ohrádka zum Museum im Berlschen Kalkwerk in Závratec.
- Dorfmuseum Kovářov